# Самуил Стебловский
Архимандрит Самуил (в миру Стефан Стебловский; 1776—1833) — архимандрит Задонского Богородицкого монастыря Русской православной церкви и педагог.

## Биография
Стефан Стебловский родился в 1776 году; по происхождению малороссиянин, из духовного звания. С 1789 года обучался в Воронежской духовной семинарии и по окончании курса 15 июля 1796 года был произведен в священники к Преображенской церкви в слободу Бутурлиновку Бобровского уезда Воронежской губернии. 
С 24 августа 1800 года С. Стебловский начал службу при Воронежской семинарии и был в ней информатором, преподавателем различных предметов, библиотекарем, опекуном бурсы, членом семинарского правления и инспектором; 9 марта 1810 года к своим занятиям по семинарии Стебловский присовокупил еще законоучительство в Воронежской мужской гимназии. 

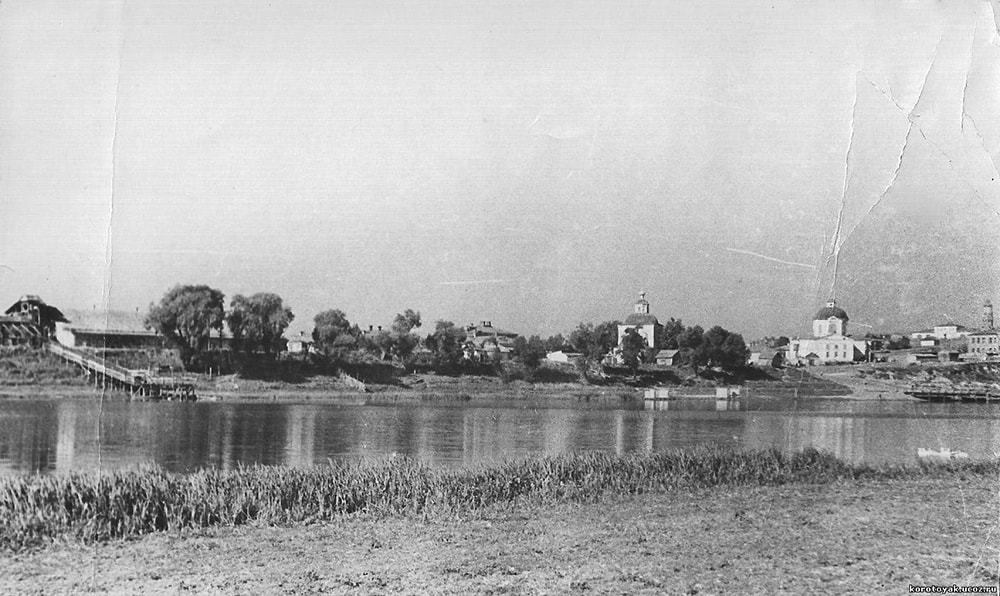
Коротоякский монастырь
(вид с другого берега реки Дон, XIX век)

10 июня 1811 года Стефан Стебловский постригся в монашество с именем Самуила и состоял иеромонахом при Воронежском архиерейском доме, а в том же году 23 сентября определен строителем Коротоякского Вознесенского монастыря и присутствующим в духовной консистории. Ему в то же время пришлось управлять ещё и Алексеевским Акатовым монастырем и быть учителем священной герменевтики, всеобщей церковной истории, прав канонических и высшего красноречия. 
При бедности Коротоякского монастыря строителю Самуилу нужно было перестраивать его, но он добился причисления к Коротоякскому монастырю упраздненного Дивногорского монастыря. 
15 ноября 1814 года Самуил Стебловский был произведен в архимандриты Задонского Богородицкого монастыря и управлял этою обителью более 19 лет. 12 октября 1818 года открыл при монастыре Задонское приходское духовное училище и взял на себя обязанности его смотрителя. 
В монастыре он был строгим настоятелем и бережливым хозяином: увеличил число монастырской братии, зорко следил за ее жизнью, завел в жизни и богослужении монастыря лучшие порядки; позаботился об удобствах и для богомольцев. Его стараниями внутри и снаружи возобновлена монастырская церковь, обогащена церковная ризница, устроено трехэтажное здание для больницы с церковью, трехэтажное здание для приходского духовного училища с помещением для учителей, трапезный корпус с кухней, кладовыми и выходами, выстроено 85 сажен церковной ограды с башнями и другими пристройками, а прочие все здания подновлены и перестроены; при нем монастырь принял совершенно новый прекрасный вид; им было собрано более 100 тысяч рублей пожертвований монастырю, кроме дома с землею и угодьями для устройства гостиниц, колокольни и прочих зданий. Оставив монастырю великую память по себе, архимандрит Самуил Стебловский скончался 11 декабря 1833 года.